# Victor Prouvé
Victor Prouvé (Nancy, 13 agosto 1858 – Sétif, 15 febbraio 1943) è stato un pittore, scultore e incisore francese, membro del movimento artistico chiamato scuola di Nancy.

## Biografia

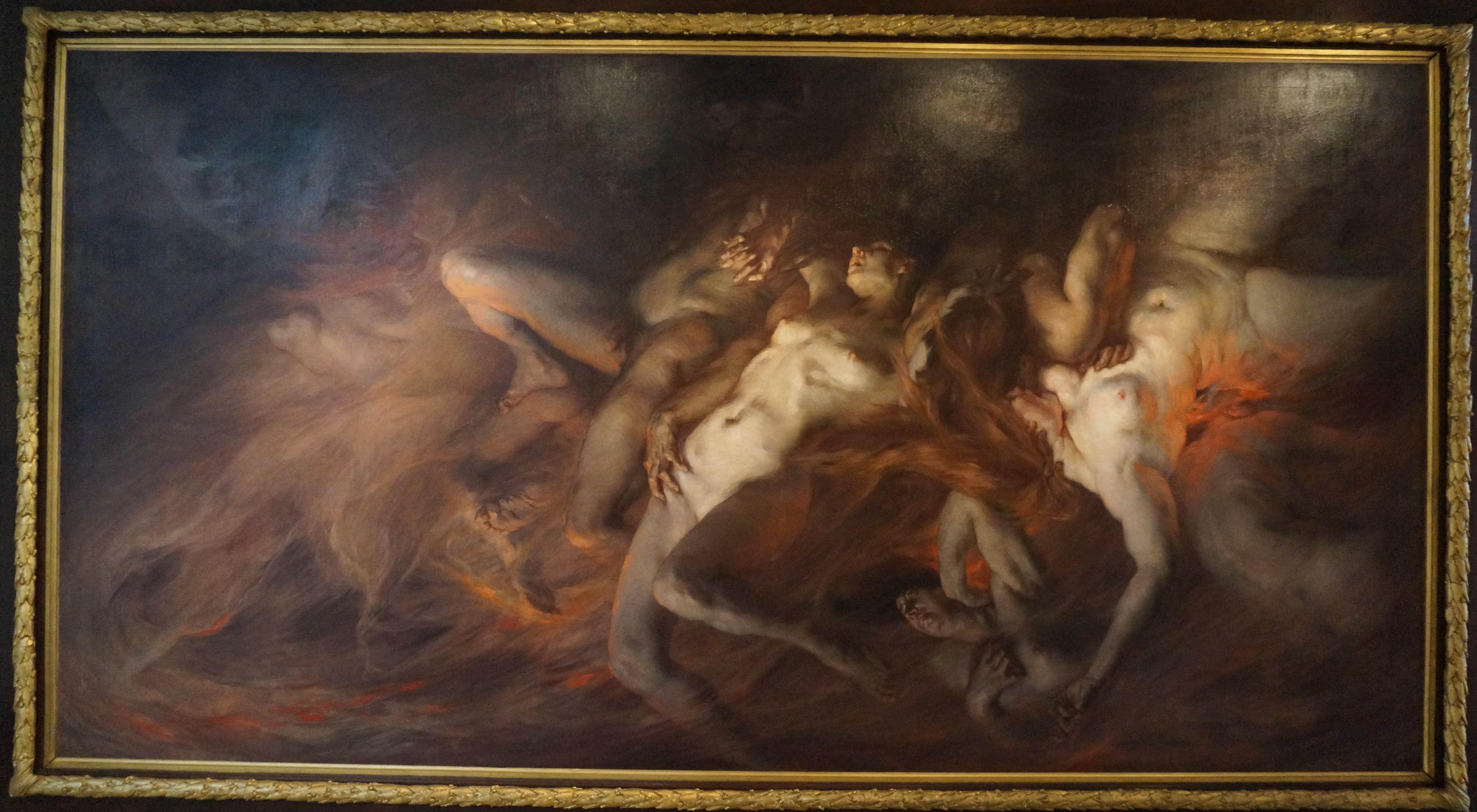
Les Voluptueux (1889), musée des beaux-arts de Nancy.

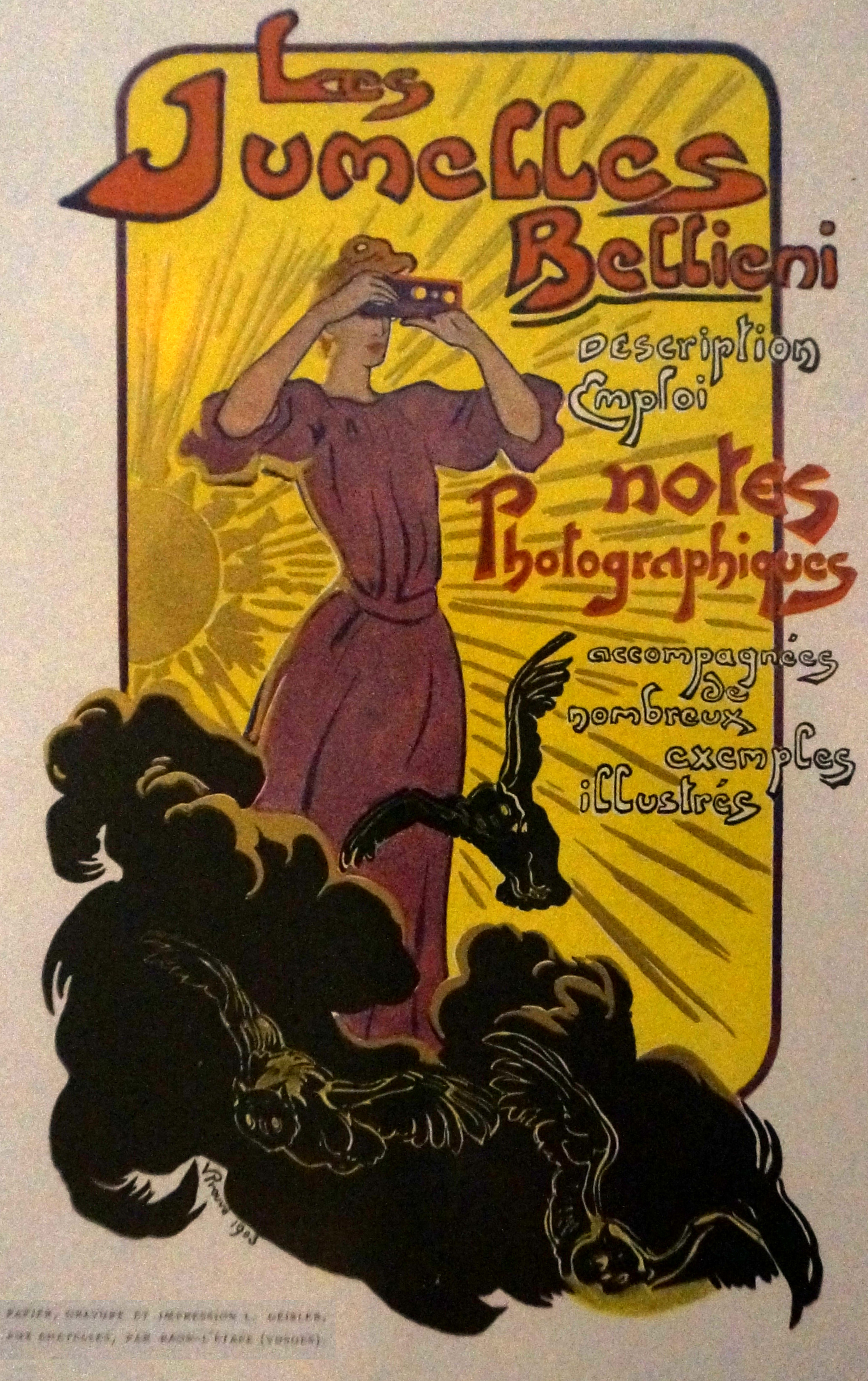
Les jumelles Bellieni (1903), manifesto.

Realizzò dei decori di vetreria e per mobili su commissione di Émile Gallé e lavorò anche per conto di Eugène Vallin, Fernand Courteix, Daum Frères e Albert Heymann. Praticò l'arte dell'incisione con Camille Martin e della rilegatura di libri artistici con René Wiener.
Nel 1888 scoprì la Tunisia che influenzò la luce dei suoi dipinti.
Membro e fondatore della scuola di Nancy nel 1901, ne divenne il secondo presidente alla morte di Émile Gallé nel 1904. Dal 1919 al 1940 fu direttore della École des beaux-arts de Nancy.

## Opere
Il museo di Nancy conserva numerose opere dell'artista nella sua collezione. Altre opere sono presenti al Petit Palais e al musée d'Orsay a Parigi.
- Les adieux d'un réserviste ou Pour la Patrie , 1887. olio su tela.
- Douze médaillons pour la salle des Fêtes de l'hôtel de ville de Nancy, 1891-1892.
- Décor pour l'escalier d'honneur de l'hôtel de ville d'Issy-les-Moulineaux, 1897.
- Decori nella sala delle feste dell'XI municipio di Parigi, 1898-1907.
- La Soif, vaso in bronzo esposto al Salon de la Société nationale des beaux-arts del 1893.
- La Nuit, coppa in bronzo, Salon de la Société nationale des beaux-arts de 1895, musée de l'École de Nancy, a Nancy.
- La Joie de vivre, tela 2,60 × 5 m., 1904, musée des beaux-arts de Nancy, dépôt du musée de l'École de Nancy.
- La Pensée libre et Le Forgeron, altorilievi per la Maison du peuple a Nancy, 1902.
- Monument à Carnot à Nancy (1896)[2]
- Monumento commemorativo della Battaglia di Nancy, place de la Croix de Bourgogn a Nancy, 1928.
- Manifesto dell'Expositions d'art lorrain. V esposizione dal 20 dicembre 1909 al 10 febbraio [1910] . Henri Royer, Petitjean, Renaudin, Bussière, J. Gruber. Galerie d'art de la Maison des magasins réunis, Royer & Cie (Nancy),  1910.

### Illustrazioni
- E. Chaton, Historique du 2e bataillon de chasseurs à pied (1914-1918), préface du général Vuillemot, commandant le IVe corps d'armée, ancien commandant de la 11e division d'infanterie. Dessins et illustrations de Jean Droit, Victor Prouvé, Henri Marchal et du lieutenant M. Bessan,  Impr.-éditeurs-Berger-Levrault (Nancy), 1922.
- L'estampille « École de Nancy » (vers 1901)[3]

### Pubblicazioni
- « Charles de Meixmoron de Dombasle », [Discours de réception à l'Académie], dans Mémoires de l'académie de Stanislas, 1921-1922, p. LXXXVIII-CXIII.

## Onorificenze
- Commendatore dell'Ordine della Légion d'honneur.

## Esposizioni
- « Victor Prouvé : voyages en Tunisie ; 1888-1890 : dessins, aquarelles, huiles », du 12 au 27 mai 1999, à La Douëra, demeure des Cournault, Malzéville.
- « Peinture et Art nouveau », du 24 avril au 26 juillet 1999, au musée des beaux-arts de Nancy.
- « L'École de Nancy, 1889-1909. Art nouveau et industries d'art », du 24 avril au 26 juillet 1999, aux Galeries Poirel à Nancy.
- « René Wiener. Relieur et Animateur de la vie artistique au temps de l'École de Nancy », du 18 juin au 4 octobre 1999, au musée lorrain.
- « Victor Prouvé (1858-1943) les années de l'École de Nancy », du 16 mai au 21 septembre 2008, au musée de l'École de Nancy, au musée des beaux-arts de Nancy et au musée lorrain.

## Galleria d'immagini

Opere di Victor Prouvé
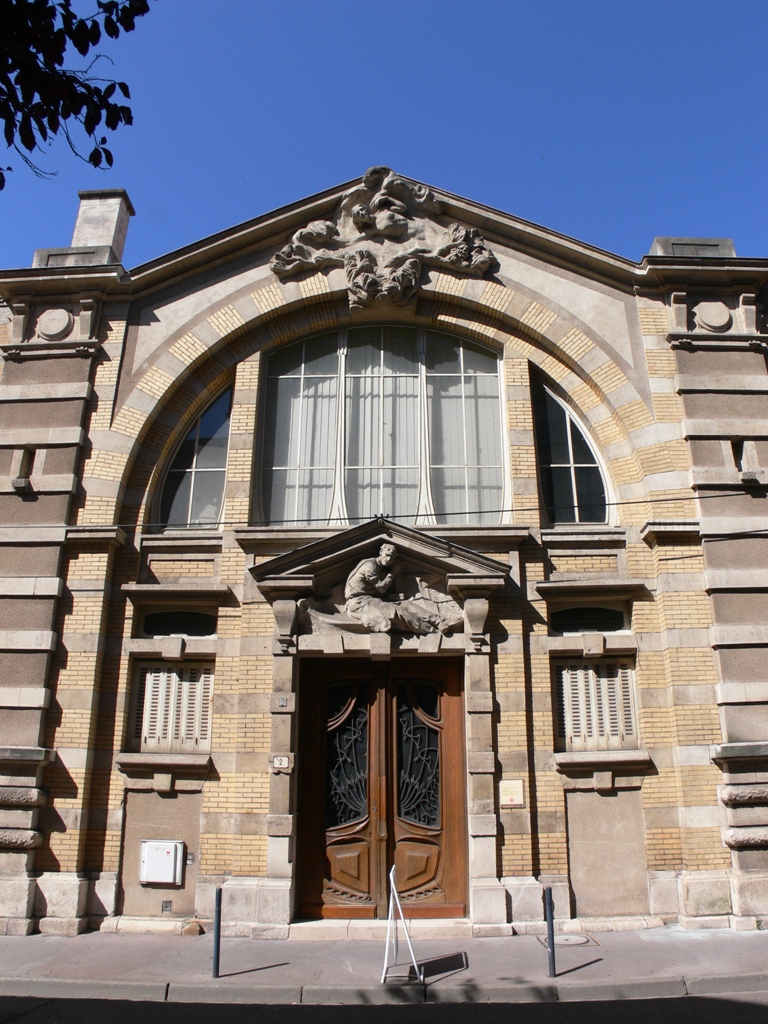
La Pensée libre et Le Forgeron (1902), altorilievi, Maison du peuple a Nancy.
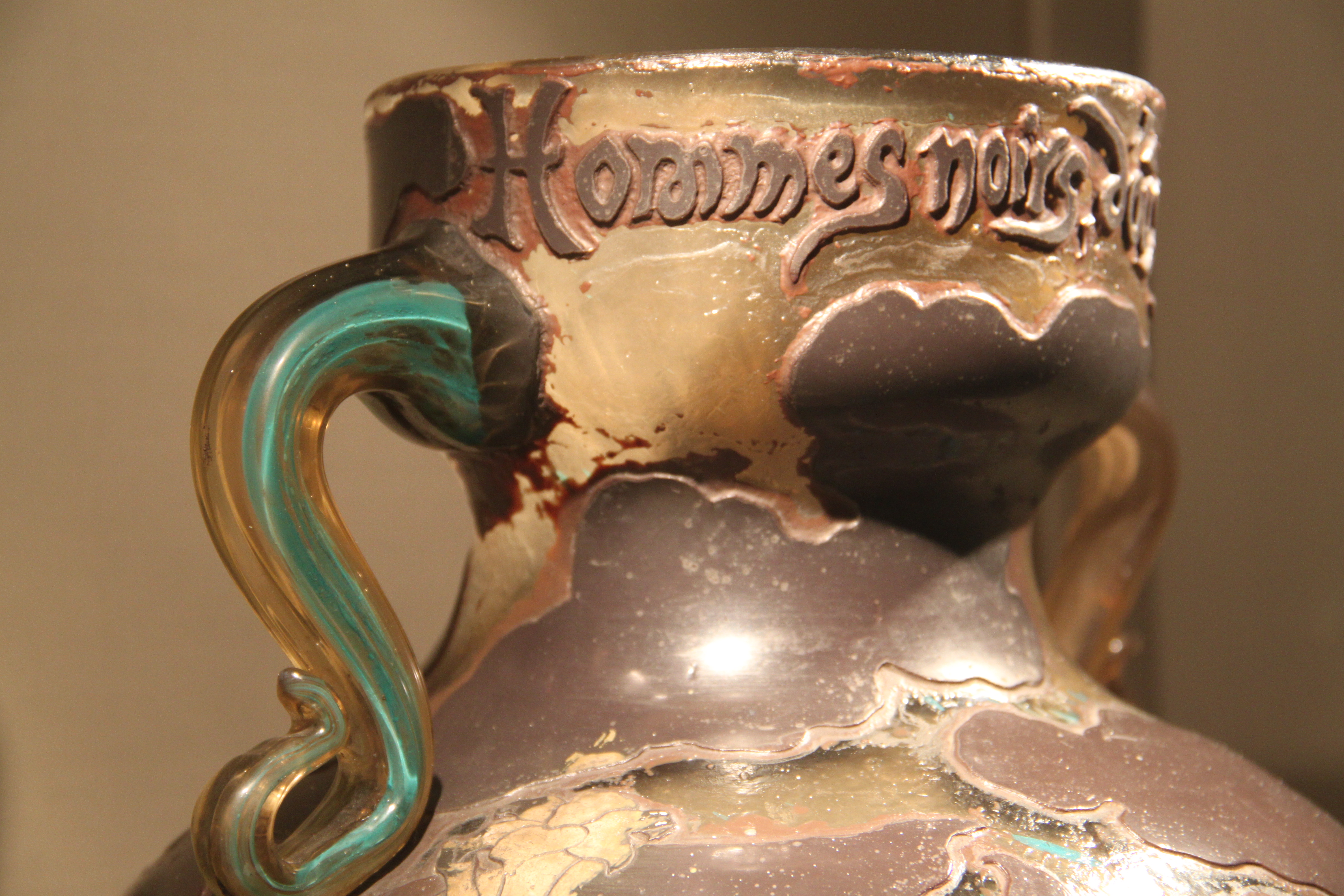
Les Hommes noirs (1900, dettaglio), vaso, musée de l'École de Nancy.
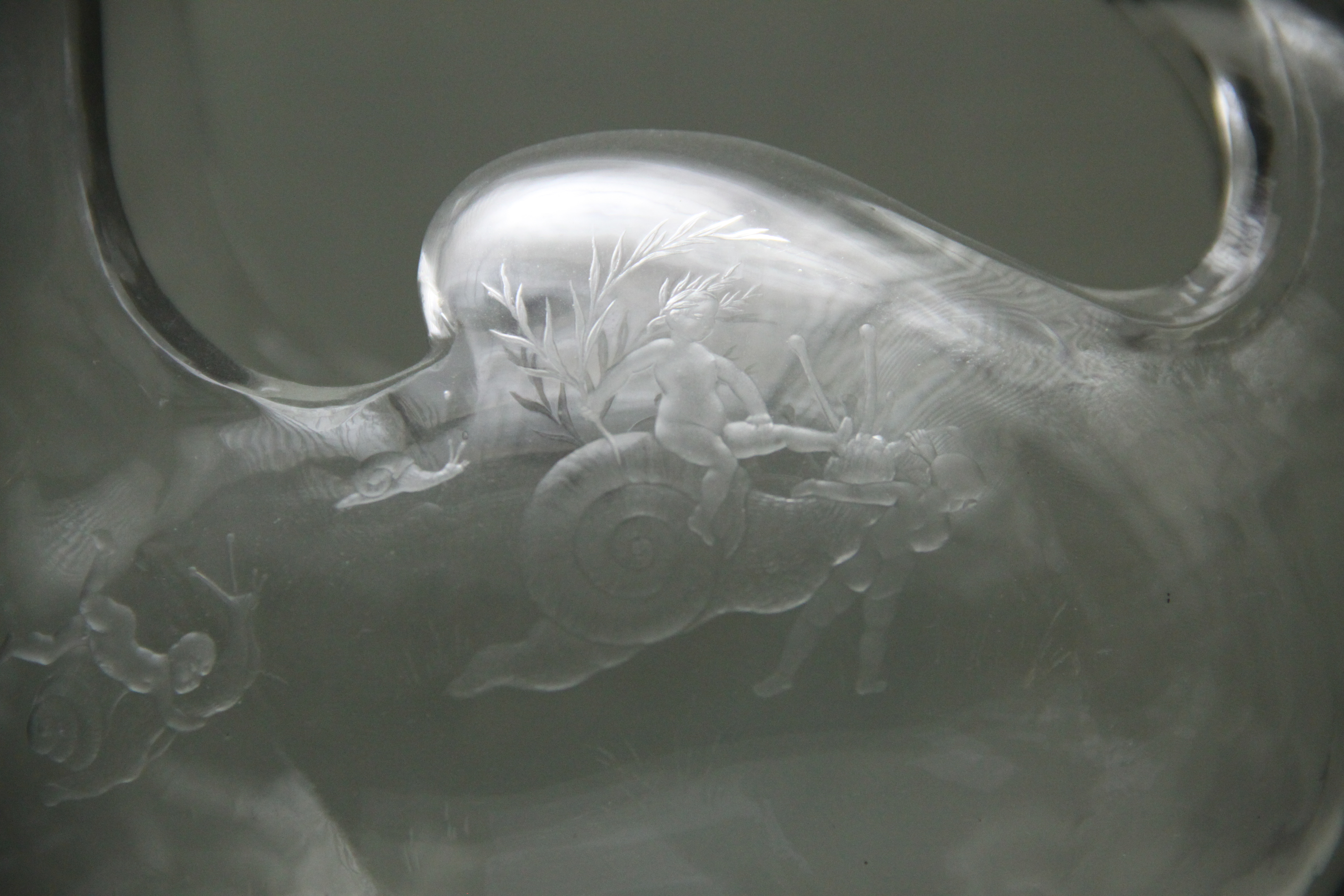
Escargot des vignes (1884, dettaglio), vaso d'Émile Gallé, su disegno di Victor Prouvé, musée de l'École de Nancy.
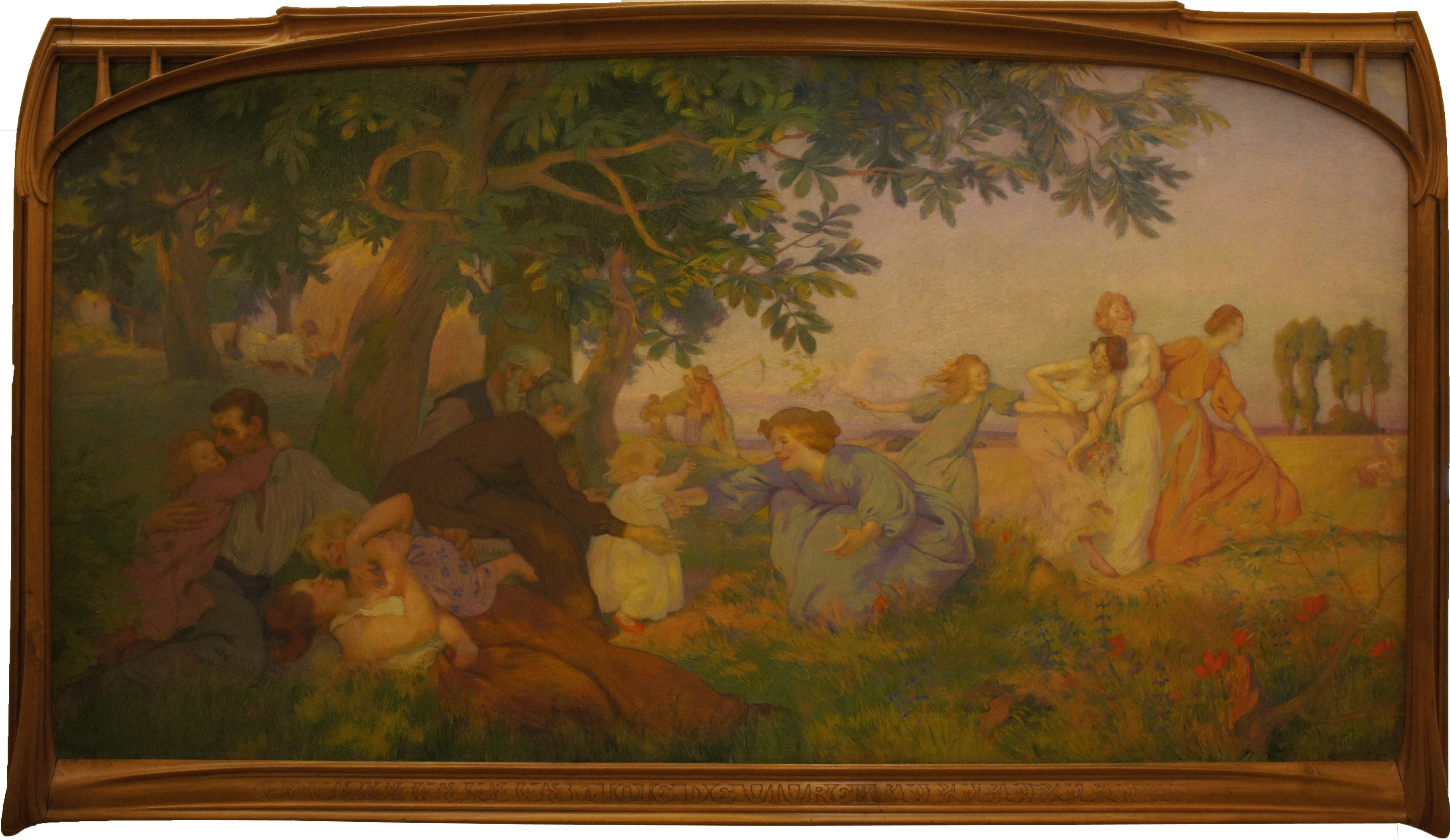
La Joie de vivre (1904), musée des beaux-arts de Nancy.
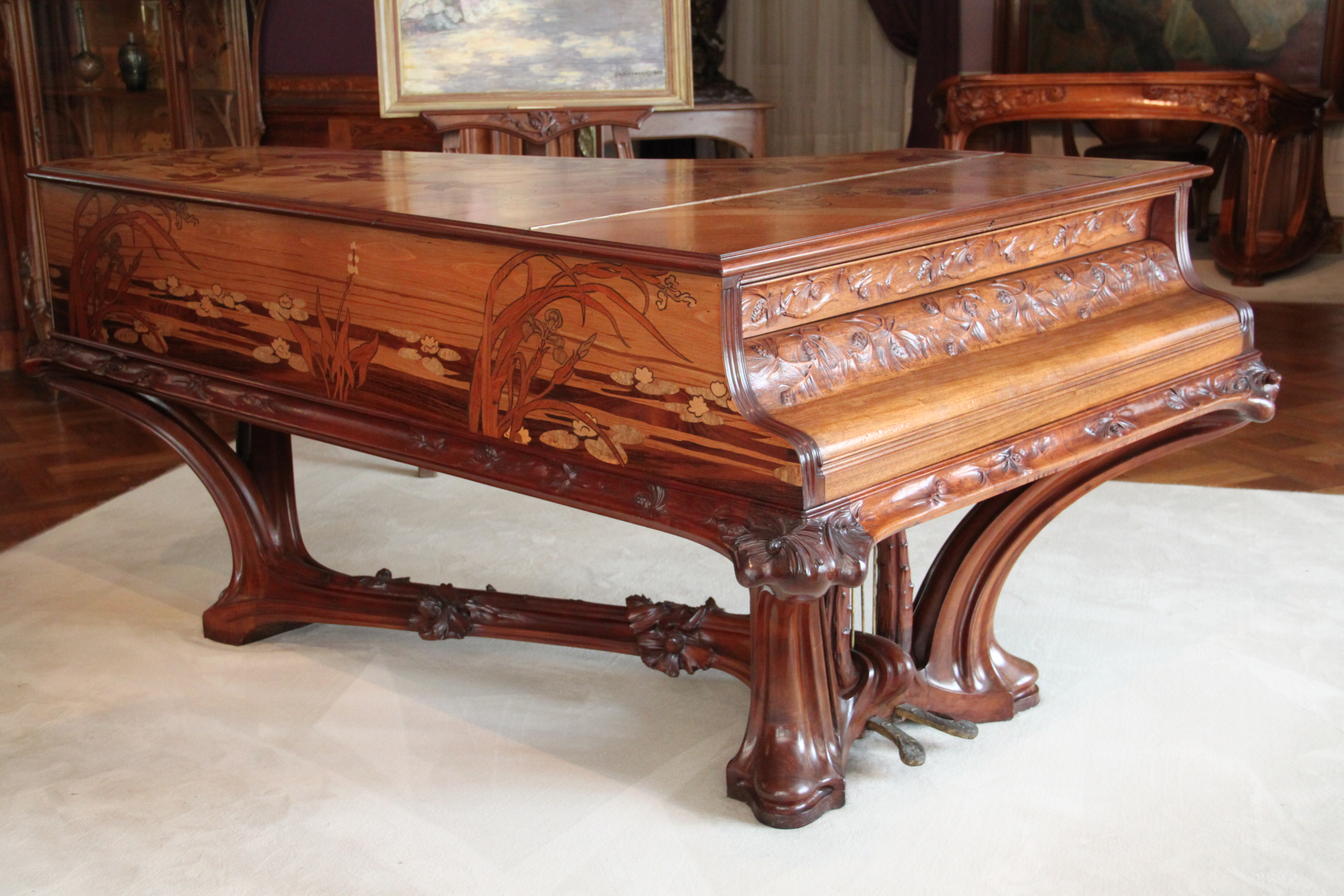
La Mort du cygne (1905) , pianoforte a coda su disegno di Victor Prouvé, musée de l'École de Nancy.
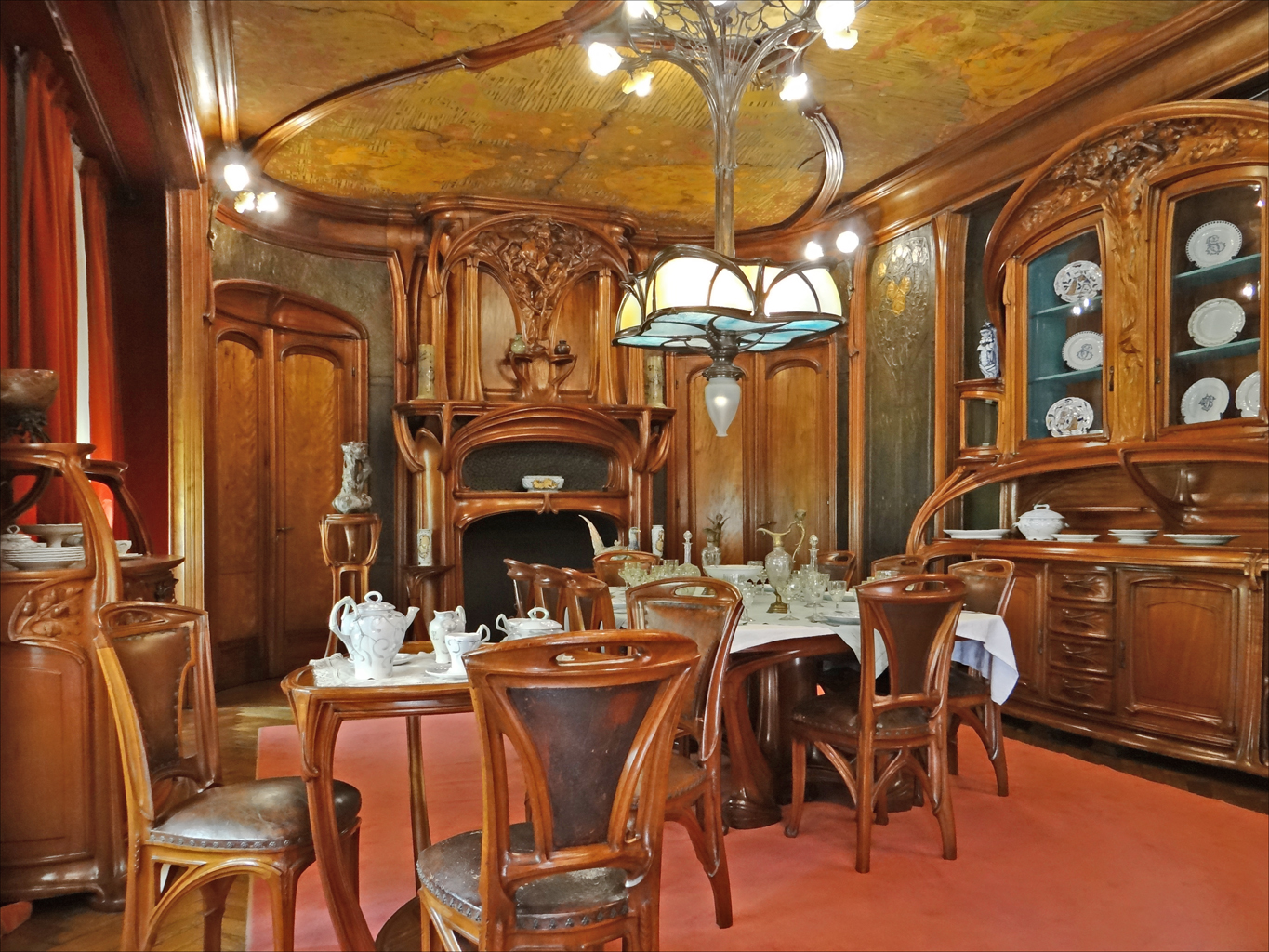
Eugène Vallin e Victor Prouvé, Salle à manger Masson (1904), musée de l'École de Nancy.
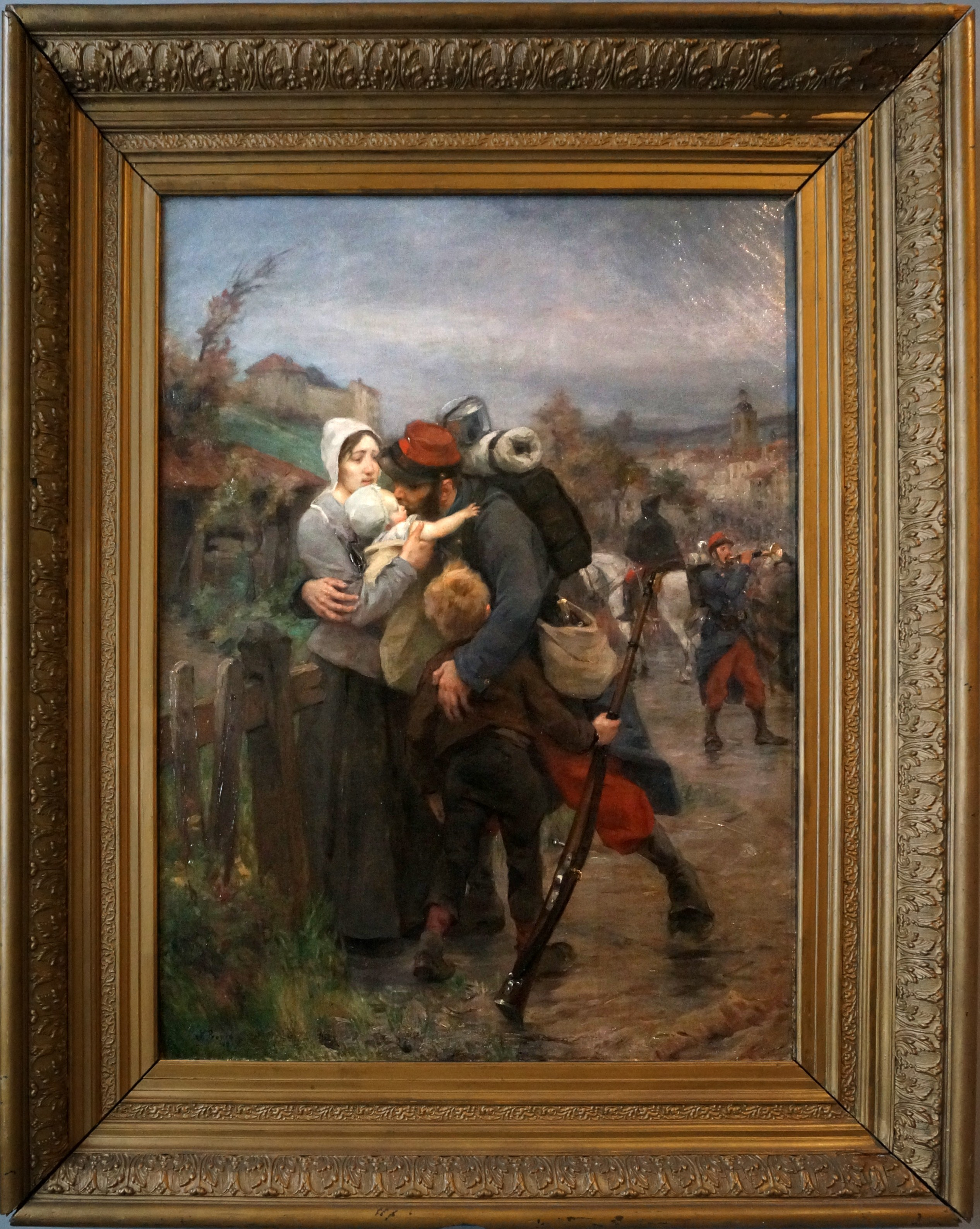
Pour la Patrie (1887), olio su tela esposto al musée de l'infanterie di Montpellier, 26° régiment d'infanterie.